# Igor Łuczak
Igor Grzegorz Łuczak (ur. 27 sierpnia 1972 w Łodzi) – polski pływak, olimpijczyk z Barcelony 1992.

## Kariera sportowa
Wielokrotny rekordzista Polski na basenie 25-metrowym. Specjalizował się w stylu zmiennym. Zawodnik klubów: Start Łódź i AZS-AWFiS Gdańsk.
Na igrzyskach w Barcelonie wystartował w wyścigu na 200 metrów stylem zmiennym zajmując 29. miejsce oraz na 400 metrów stylem zmiennym zajmując 20. miejsce.

## Rekordy życiowe

### Basen 25-metrowy
- 200 m stylem motylkowym – 2.00,56 uzyskany 21 marca 1992 roku w Spale,
- 100 m stylem zmiennym – 57,44 uzyskany 1 kwietnia 1995 roku w Gdańsku,
- 200 m stylem zmiennym – 2.02,15 uzyskany 2 kwietnia 1995 roku w Gdańsku,
- 400 m stylem zmiennym – 4.17,09 uzyskany 19 marca 1992 w Spale,

### Basen 50-metrowy
- 100 m stylem grzbietowym – 58,84 uzyskany 15 lipca 1994 roku we Wrocławiu,
- 200 m stylem zmiennym – 2.07,08 uzyskany 31 lipca 1992 roku w Barcelonie,
- 400 m stylem zmiennym – 4.27,97 uzyskany 14 lipca 1994 we Wrocławiu.